# IC 1162
IC 1162 ist eine Balken-Spiralgalaxie vom Hubble-Typ SBbc im Sternbild Herkules am Nordsternhimmel. Sie ist schätzungsweise 600 Millionen Lichtjahre von der Milchstraße entfernt.
Entdeckt wurde das Objekt am 27. Juni 1892 vom französischen Astronomen Stéphane Javelle.